# サイボーグクロちゃんの登場人物
サイボーグクロちゃんの登場人物では、横内なおきの漫画『サイボーグクロちゃん』およびその派生作品に登場する架空の人物・キャラクターについて説明する。
声優はテレビアニメ版のもの。ゲーム『帰ってきたサイボーグクロちゃん』のキャストについてはこちらを参照。

## 主要キャラクター

### クロ
声 - 坂本千夏
本編の主人公。詳しくはクロを参照。

### ミー
声 - 手塚ちはる
クロのライバル。詳しくはミーを参照。

### 剛万太郎
声 - 古澤徹（現：古澤融）
クロやミーを作った科学者。詳しくは剛万太郎参照。

### コタロー
声 - 小松里賀（現：小松里歌）
クロの大ファンである少年。子供にもかかわらず鈴木が勤務している小学校などに通っている激写などがない上にクロたちと出会う前までどのような生活をしていたのかなどは謎に包まれている。一人称は「僕」だが、身元がバレないようにするためか「俺」を使うこともある。クロに似た着ぐるみ「クロちゃんスーツ」を被っているが、これには防弾効果や絶縁効果がある（さらにクロのお面をかぶると、サイズが一回り大きい以外はクロそのものになる）。IQ200でメカに関しては天才的だが、運動神経は4歳児並みで握力も弱いがよく走っている場面もある。元々はかなりのゲーマーで、刺激の無い自分の人生をクソゲーと称して嫌い、そんな人生を変えるために空母を乗っ取って自分の名前を歴史に残そうとした。だがクロの言葉によって改心してからは、あまりゲームについて話さなくなり（番外バトルでは久しぶりにその設定が蘇っている）、以降は一歩退いた突っ込み役のような役柄になった。父親が科学者であり、自身も発明家として天性の才能をもつ。だがそのおかげで母親が逃げたため、父を毛嫌いしているところがある（後に和解）。
親友であるライオンのダンクを助けてくれた剛に感激し、剛の助手となる。ダンクとともに剛とミーの住居に住み着き、剛から「一番弟子」と呼ばれることもあるなど、単なる助手にはとどまらないといえるだけの信頼関係を作っていった。
度々ダンクと衝突したり、自分の将来について投げやりになったりしたが、結果的にクロ達を応援するために科学者になると改めて決意した。当初は子供故の暴走が多々あったものの、後半は徐々にクロ達の異常な生活観に適応し、丸くなっていった。だが改心後も、父の血からかマッドサイエンティストな部分を垣間見る部分も多い。あまり登場しないが、私的に買い物にいったりする際、クロちゃんスーツを着ないで登場することもある。アニメのOPやコタローの回想などで一瞬出てくる際のコタローは頭にバンダナを巻き、髪の毛のほとんどを隠している。よって彼の本当の髪型がどんなものなのかは不明である。
アニメでは、結果的にではあるが悪役の協力をすることが多い。

### マタタビ
声 - 大本眞基子
クロの旧友にしてライバル。普通の猫だがサイボーグや超人たちとも渡り合える。詳しくはマタタビを参照。

### ナナ
声 - 綱掛裕美
コタローが、電気スタンドを基にお手伝いロボットとして作った電球ロボット。人格は女性で本作のヒロインに位置する存在。一人称は「アタイ」だが、話し言葉は姉御肌な時もあればか弱い時もある。体は小さい。尻尾に600Wの電球が付いている。しかしお手伝いロボットとしての仕事ができず、一時はスクラップにされそうになったが、クロに助けられて一目惚れし、クロ達の仲間に加わる。活発な性格だが、嫉妬深くワガママで、思い込みがとても激しく、精神的にとても打たれ弱い。この性格からよくクロ達を振り回しているが、それらの大半は「箱から出されないうちにゴミ捨て場に捨てられた電気スタンド」という孤独で残酷な生まれ方をしたことの反動とも言える。この経緯が、クロが自身の生い立ちを彼女のそれに重ねて見る要因の一つとなっている。
人間同士の恋愛を理解していると思わせる場面も存在しクロとは一線を越えたいようであるが相手にされないか冷たくあしらわれている。
家はクロが見つけた廃車になって捨てられていた電車。クロに1年中、季節を問わずマフラーを作ってプレゼントしつづけている（これしか作れないため）。お手伝いロボットだが料理が異常なまでに下手で、ミーはお腹を壊して身体が爆発し、ある場所では集団食中毒と称されたこともある。なお、クロについては初期はミー同様爆発を見せていたが、後にはそのような症状はあらわれなくなっていった。後々コタローにクロとお揃いのガトリング砲（BB弾を用いる小型版）を作ってもらった。
クロにクリスマスプレゼントを買うため銀行強盗をしたことがあり、それ以来ダイナマイト、後にC4爆弾、さらには「子供に害のない爆薬」などを使った爆破のプロになる。その生い立ちからネガティブな考え方が多いが、仲間のおかげで後半は以前と比べて前向きな思考になっていた。アニメやゲームだとその捕まえやすいサイズからよく捕まっていた。買い物に行ったり、前述のクリスマスプレゼントを買うときも、なぜか普通に一般の人間と会話している。普通よりかなり小さい体で、かつ明らかに人間にはないような巨大な耳や尻尾を持つが、「小さい」「リトル」などと言われるだけで、いぶかしがられる様子はない。原作の表紙・アニメなどでは、耳などの色は黒だが、本来原作の横内がイメージした色は赤（単行本の表紙は黒）であり、番外バトルではその色に準じたカラーが塗られている。

## クロの周囲の仲間たち
ジーサン、バーサン
声 - 菅原淳一、こおろぎさとみ
クロとマタタビの飼い主の老夫婦。
生きる目的を失って倒れていたクロを（意図的に彼の傷ついた心を救った訳ではないが）助けた人間で、クロが最も大事に思っている。名字は「フジ井」。常におっとりしていて何事にも動じない。クロは自らがサイボーグになった後でも、2人がそれに気づかないように振舞っており、マタタビにも強要している様子。明らかに猫としておかしい場面を目撃しても「便利な猫」で片付けてしまう。順応性が高いのはそれだけでなく、鯨の体内でさえも和める程。番外バトルではマタタビと会話するなど、ついには猫が話すことさえも受け入れてしまった。両者とも深刻な方向音痴で、クロの先導無くしては絶対に目的地にたどり着けない（一度だけ百貨店に迷わずにたどり着いたことがある）。順応性の高さと運のよさ、多くの場合はクロらの影からの助けもあり、どんなピンチでも自覚することのないまま潜り抜けてしまう。
作品序盤は彼らが剛やミーなどの巻き起こすトラブルに巻き込まれ、クロがそれを助ける、という構図が主だったが、中盤以降はむしろその生命力の高さからどんな場面でも和んでいる異色のキャラクターとして描かれるようになる。クロも当初こそ必死で守っていたものの、異世界サバイバル編以降は、「オイラより不死身」と評するほどのその生命力に半ば呆れて、どこかへふらふらと出かけていってもわざわざ世話をしないようになった。
ジーサンはクロのことをよく気にしており、クロが家出してしまった時や帰りが遅い時などは、心配して探しに行くこともしばしばあった。バーサンは「そのうち帰ってくるじゃろ」と言ってそれほど心配はしていない。しかし物語中頃からはジーサンもバーサンの意見に流され、「それもそうじゃな」と納得するようになった。
二人の家はマタタビが登場するまで築50年という長寿の古家だったが、頻繁に壊されてはマタタビにより新築、あるいは改築されている。その事を気にしていないが自宅にあまり人が来ない事は少し気にしている。
アニメでは最初マタタビのことを本名で呼んでいるが、以後は「トラ」で統一。
ジーさんはそれなりに長身だが、バーサンは小さい。どちらかといえばバーサンの方がしっかりしている。初期設定ではそれぞれ「フレディ」「キャリー」という名前だった。
ダンク
声 - 千葉一伸
サイボーグのライオン。いつも困ったような顔をしており、性格は気弱で優しく、純粋である。元々動物園で孤立していたライオンだったが、コタローによって故郷のアフリカに帰されようとする。しかしその際に銃で撃たれて重傷を負ったため、コタローと剛がサイボーグとして復活させた。後にコタローの父親によって改造され、頭からパネルを出して話すようになる。
クロと同じサイボーグなのにもかかわらず言葉を発することはできず、おまけに基本は四足歩行である。だが体自体はかなり器用で、ジェスチャーが上手い。
なぜか「コマネチ装置」なるものを搭載していて、何かとコマネチしたがっている。この装置はゴローが怪物になってしまった際、無限エネルギー装置に必要な部品として外されてしまった。
クロ達の住む桜町では、ダンクが平気で町を闊歩するおかげで、ライオンがいることに免疫がついてしまっている。テレビ版ではお留守番役として定着してしまった可哀想なキャラだったが、原作版では何かと活躍した。ゴロー的には彼が子分らしい。
その愛くるしさから隠れた人気があり、撃ちまくりフィギュアとしても発売された。ライオンなのにもかかわらずいわゆる典型的な「ガオーッ」という鳴き声ではあまり鳴かず、ほとんどは犬のように「アオーン」と鳴く。
あまり戦闘は行わないものの、一度だけ戦闘形態として普段のダンクからは想像もつかないような機能を見せている。
鈴木 一郎
声 - 森川智之
小学校の教師をしている。アニメによると25歳。一人称は「僕」で、特にキレたりしない限りは人に敬語を使う。
車でハイウェイを走行中、ミーと戦闘中のクロと出会い、ガンダム好きであったことからクロを師匠としていきなり（衝動的に）慕うようになる。
小学校の生徒達からは頼りにされておらず、ジムと呼ばれている。後述の通りガンダムには詳しいはずだが、ニックネームにこめられた意味には気づいていないようだ。しかし彼自体は生徒に対してとても親身に行動しており、熱血教師とも言える理念で動いている場面もよく見られる。
重度のガンダムマニア（オタク）で、生徒からは「何か事件起こしそう」と言われるほどガンプラに入れ込んでいる。ジムと呼ばれるが、好きなMSはゲルググ。
自分が所有している山（祖父から譲り受けた）の遺跡に入る時に、その遺跡のトラップによって学校の校舎を破壊したことがあり、アニメでは以来幾度と無く彼が関わっていない時にまで壊されるようになってしまった。
同じ趣味を持つ消防士のめぐみと出会ってからは密かに想うようになり、度々アプローチしていたが、なかなか恵まれなかった。怪物ゴロー編を経て2人の距離が縮んだのか、原作の最終回ではいつの間にか結婚していた。
クロが軽トラを「スズキジムニー（鈴木ジム2）」に改造したのを皮切りに、車の改造技術を覚えてしまい、後に防弾仕様を施した車も作ったことがある。また、そのドライビングテクニックはかなりのもの（サーキットの狼世代らしい）で、よく助っ人として呼ばれる。だがクロ達の揉め事に巻き込まれて授業放棄したり遭難したりしたため、謹慎処分を受けたことがある。
クロ達に関わると大抵ロクな目に合わず、結構薄幸な人物。傷つきやすく落ち込みやすいが、とても立ち直りが早い。山を持っていたが、そこは祖父が宇宙人を封印するために残しておいた山なうえに、宇宙船を爆破するために山の遺跡を壊してしまい、今は持っていないも同然で、本人も売ってもたかが知れていると語っている。
後半はクロのことを「師匠」と慕いながらも、その呼び方はほとんど只のニックネームとなっていた。基本的に使いっ走りで、マタタビの助手になったりと、基本的に他の仲間から見ると目下の存在である。
教師なだけあって基本的に仕切りたがりであり、遊びなどのイベントを企画すると教師の職業病からか、時間などにうるさくなる。酒癖がとても悪い。
アニメ版では宇宙人とやたら縁があった（元々祖父の代から宇宙人と関わっていたため、血筋とも言える）。また、版権の問題から、ガンダム好きがロボット好きに変更された。
めぐみ
声 - 吉田小百合
消防士。鈴木と同じガンダムマニアであり、ガンダムに関して鈴木と気が合う。一人称は「私」。
男勝りで勝気、クロ相手にパイプで戦いを挑んだことがあるほどの度胸をあわせ持つが、クロに手玉にとられることも多い。彼女の扱う消防車はシャア専用ゲルググ（ブタ鼻と隊長機用の角）を模している。そのため一度ゲルググの上半身に丸ごと改造されたが、車検に引っかかってあえなく元に戻されることとなった。
ナナと最初は不仲だった（もっともナナが一方的に嫉妬しただけである）が、その後気軽に挨拶する仲になっている。鈴木の想いに鈍感だった（怪物ゴロー編では想いに気づいたような描写が見られた）。
初期設定では「星野ナナ」という名前の婦人警官で、父親も登場するはずだった。ビル火災をわずか数分で消化する腕を持つ。男勝りで前述のように鈍感だが、鈴木に胸を触られた時は思いっきり引っ叩くなど、女性としての自覚はしっかりあるようだ。
結婚後（番外バトル）は寿退職したのか、消防士としてのシーンは描かれず、家に毎回押しかけられてはトラブルに巻き込まれる役柄になっていた。なぜかクロのことを「クロの助」、ミーのことを「ミー太郎」と呼ぶ（ただし作中でミーを呼ぶことはほとんどない）。鈴木のことをイチローと呼ぶ数少ない人物。
アニメ版では版権の問題から、ガンダム好きである描写はないが自身の部屋にロボットのポスターやフィギュアが飾られていることから、鈴木同様ロボット好きであることが確認できる。
岡田チエコ
声 - 半場友恵
鈴木が勤務する小学校に転校して来た小学生。超能力を持っている。
超能力に関しては、テレパシー、サイコキネシスなど、一般人が「超能力」ときいて思い浮かべるおおよそのものは持っている。
髪型は風が無いのに常に靡いている。自分を馬鹿にしたりする相手には容赦が無い。超能力者ゆえ化け物扱いされ、母親と一緒に酷い生活をしていたらしいが、普通じゃないものが多い桜町に来てからは、以前よりそれは落ち着いたようである。父親は世間の弾圧に耐えられず妻子を捨てて消えたようで、彼女は父を「腰抜け」と称して罵倒している。テストの成績はよくない。
暴走したクロによって初恋を台無しにされた事を恨み、彼に復讐を果たそうとしていたが、いつのまにかクロたちに馴染んでしまう。バイオメタルのロボットとなってしまったゴローの母親として、大怪我を負いながらも何かと奮闘していた。そのせいか回を重ねるごとに性格が丸くなり、同時にトラブルメーカー的な立場からツッコミ役へと変わっていく。
ネックレスである程度超能力を封印しているが、封印を解く（ネックレスをはずす）と、自然発火現象など、炎を操る能力が使えるようになるが戦闘に参加する事はほぼ無い 。五郎が人間に戻ってからは五郎と付き合いはじめたようであり、一緒にUFOを呼び出したりゴローの父親の面倒を見たりしている。
終盤では超能力が弱くなっていく描写があった（ゴローと付き合う上で、超能力に頼らずに常識で考えるようになったため）。クロの「修行」によって一度は取り戻したものの、それ以降使用した場面はほとんど見られなかった（ただし薄っすらと予知能力は垣間見えた）。
「超能力少女」という設定は基本的に過去の物と化して（使い古されたネタである、ということ）いるのでそれを指摘したりする者もいたが、それに関して触れると非常に怒る。番外バトルでは登場せず。
長瀬 五郎／ゴロー
キャンプ場でチエコが出会った男の子で、父親から虐待を受けていた。レーサーになることが夢で、負けず嫌い。タコメーターが宝物。背中に虐待でできた大きい傷痕がある。
自分で起こした山火事で大木の下敷きになり死ぬ所であったが、チエコが超能力で咄嗟に五郎の魂をタコメーターに移し変え、剛とコタローによってバイオメタルのロボットにされた。
ロボットになってからはサイズを自由自在に変えることができるようになったが、生身の体だった頃の記憶がない。ハンバーガーが好物だが、アルコールや瓶ジュース（正確には瓶だけ）が嫌い。ロボットなので特に食事する必要は無いが、人間的な生活をしたほうが良いという判断でミーなどから食べさせられていた。
自分を見捨てた父への憎しみから暴走しがちで、当初は怒りの感情のみで動いていた。しかし、徐々に純粋な子供らしい人格が形成されていき、仲間とも馴染んで行った。ただし、コサムやベイビーちゃんとはあまり仲が良くない。乱暴に見えるが、ダンクをアフリカに帰らせようと努力したり、身勝手でワガママながらも目下の者には優しい。
終盤あるきっかけで膨れ上がった憎悪の思念がチエコの超能力に干渉し、巨大なスライム状の怪物に変貌してしまうが、チエコの必死の呼び掛けにより最後は機械の体を捨て元の人間に戻る。その後父親と和解し、自分の道を切り開いている。それからは髪を染めたり、チエコと一緒に父親にお弁当を届けにいったりしている。
アニメ版、番外バトルでは登場しない。
ロミオ
声 - 岡野浩介
電柱のような宇宙人。かつては召使いロボットだった。パートナーのジュリエットと再会し結婚するが、なにかとクロたちに対してトラブルを起こす。一人称は「私」。
ロミオとジュリエット共に、アジャポンと呼ばれるオムカエデゴンスの様な長い鼻が特徴。足は短いが、クロやミーが追いつけないほど速く走ることができ、空を飛ぶこともできる。苦手なものはかつて主人だった一つ目宇宙人。丁寧口調で話すが、召使いとしてコキ使われた衝動からか、性格は基本的に腹黒く陰険で時々逆ギレしてしまう（アニメでは逆ギレのロボの肩書きがある）。そのせいかクロによって橋代わりに使われたり(やり方がぞんざいであり、床にたたきつけられたのと同じ暴力行為になる)、敵対者に武器として叩きつけられるなど召使い時代より酷い目に合うことも少なくなく、ゲームではクロポン（武器）として扱われるなどとても可哀想な役柄であるが、その性格から一概に同情できないようなキャラ付けがされている。
自分の故郷の星に帰ることを夢見ているが、いつも上手くいかない。コスプレが趣味。シャレにならない遊びが趣味。武器として原爆級の時限爆弾（正確には原爆ではないので、放射能汚染はない）、M16など。番外バトルでは「X線にひっかかりそうな旅行カバン」などを持っている。
ジュリエット
声 - 吉田小百合
ロミオと同様、電柱のような宇宙人。かつては召使いロボットだった。どんな理由が原因なのか（鈴木の祖父によって半ば封印状態にされていたからか）、鈴木に対して何かと敵意を示す。女であるが、宮本武蔵のようなチョンマゲ（ロミオ曰くポニーテールだが、チョンマゲにしか見えない）をしている。主人の地底人も同じ頭をしていた。
ある程度は丁寧な口調で話すのだが、ロミオ以上に高飛車で礼儀知らずな部分があり、それでかつ自己中心的というかなり嫌味な性格。だが仲間の危機にはロミオ以上に対応する場面がある。婚約者とも言うべきロミオにゾッコンである。アニメでははた迷惑なダイエット食品などを取り寄せていた。
鈴木の祖父に仕えていた事もあったようで、祖父から鈴木への宝物を預かっていた。しかし、宝物を床に投げつけたり、やたら冷たく当たったりと鈴木の事を嫌っている節がある。
終盤で凶悪な子供を授かる。ただ、どうやって出産したかは不明。なおアニメ版と原作とで配色が違う。ロミオとの再会では、（初登場）あっけなく柱に潰されたことがあるものの復活しており、ロミオともどもロボットらしく身体は丈夫である。
ベイビーちゃん
ロミオとジュリエットの子供。見た目はロミオの頭に足と変な触角のようものが生えたような感じになっている。触角を引っ張ると分列して増え、初登場した回でいきなり五つ子になった。親よりも凶悪で、貫通性の強いビーム砲を放ったり、ニトロの鼻水を垂らしたりと、クロ達に嫌がらせをするためとしか思えない性能をもつ。鈴木一郎以外に手懐けられる人はおらず（たまに親にも攻撃している）、高い高いをすると不気味に笑って御機嫌になる。二回目の登場ではそれぞれ少しずつ成長して個性（見た目）ができた。頭に花が生えた者、ひげが生えた者、真っ黒になった者、尻尾が生えた者、髪の毛とみられる物が伸びた者と、それぞれが様々な成長を遂げる。花がリーダーらしい。顔はそっくりだがその性能からは親の面影が見られない。強いので切り札として重宝されることもあった。

## クロの敵
モービーディック
ジーサン達が訪れた海で、魚を食い荒らしていた巨大な白鯨。エイハブはこれを長年追っている。彼に「千本の銛を打ち込めば勝てると思って頑張ってきたのに、二千本打ち込んでもピンピンしてやがる」といわせるほどの体力を持った怪物で、クロのガトリングや、エイハブの強力な麻酔弾を打たれても全く動じなかった。また、魚どころかジーサン達をも丸呑みにする凶暴性も持っている。
最期は、軍用ナパームを船首に括り付けてのエイハブの特攻を受けて死亡。（アニメでは生存、クロ達を吐き出し何処かへ去っていく。）飲み込まれたジーサン達は無事であり、胃の中で茶を沸かして一服していたほどだった。
一つ目宇宙人・地底人
声 - 千葉一伸
召使いであるロミオとジェリエットの主。地球を侵略しにきたが不時着して宇宙人は氷の中に、地底人は遺跡の中で長い間封印されてしまっていた。地底人の方の頭には、ジュリエットと同じくちょんまげのようなポニーテールがある。非常に凶暴で、肉食性のようだ。アニメでは旅行バス計画を企画してクロ達を陥れようとしたこともある。
デビル
声 - 飛田展男
卵のようなファンシーケースに500年間封印されていた悪魔。ほかの生き物の体を乗っ取り、暴れまくる。初登場時は剛に乗り移り、その後ミーが代わりに体を差し出したため、再度乗り移った。そして、その体でクロに戦いを挑んだ。さすがのクロもかなりの苦戦を強いられたが、実はミーの体に収納されていた「かわいいコックさん」人形に乗り移っていただけだと判明。うっかりミーの体から落ちてしまい、ガラスビン（アニメでは元通りのファンシーケースに）に詰められて海の彼方へ流された。アニメとゲームでは再度復活してナナちゃんをさらい、マタタビ、ヘビビンガー、一つ目地底人、オーサム・コサムなどに乗り移り、クロに勝負を挑む。なお最後に乗り移るのはゲームでは剛、アニメではミー。
ドクターホワイトウッズ（アニメではドクタービッグ）
声 - 千葉一伸
潜水艦で世界征服のためになぜか北海道にやってきたアメリカ人。北海道なまりの日本語で話す。なぜか北海道にあこがれていて、好物はジンギスカンと地ビール。後に桜町刑務所の所長になる。顔はでかいが背自体はクロ以下という異常なほどチビ。そのおかげで刑務所の部下に「マメタンク」と呼ばれており、「お前なんかやったのか!」とタメ口をきかれるなど、全く慕われていない。しかしそのサイボーグ技術は卓越しており、サイボーグ犬という高性能なサイボーグをたくさん所有している。自分の基地を建造するために野良猫を皆殺しにするなど残酷な性格を持ち合わせているが、基本的に文字通り小物である。ゲームにも登場して、クロそっくりのBBというサイボーグを作った。

### ウイルス・細菌
ゾンビウイルス
コタローが見つけた試験管に入っていた、あるマッドサイエンティストが造ったウイルス。感染すると一時的に意識を失った後、再び起き上がりゾンビとなり人間を襲う。脚のあるヘビの牙が特効薬となるが、4時間以内に飲ませないと効果が無い。
サイボーグ風邪
サイボーグにだけ発症するという、特殊な風邪。かかると触ると火傷してしまうほどの高熱を出し、さらに悪化するとやがて耳や目玉など体の一部が落ちていってしまう。2000年問題の影響でクロが発症し、治療の際のトラブルも相まって瀕死の重傷になった。

### ゲーム、アニメオリジナルの敵
デビルマタタビ
声 - 大本眞基子
デビルに体を乗っ取られたマタタビ。アニメでは巨大化して羽が生えただけだが、実際のデザイン画ではかなり派手なデザインとなっている。普通のマタタビと同じくすてるすブーメランで挑んでくる。
デビルヘビビンガー
声 - 細井治
デビルがヘビビンガーにのりうつった状態。アニメでは眉間にデビルマークが入っている。普通のヘビビンガーと同じくスネが弱点。
デビル宇宙人
声 - 千葉一伸
デビルが一つ目宇宙人の体を乗っ取った状態。小さい宇宙人を口から吐いてくる。顔以外攻撃をしても当たらない。
デビルオーサム
声 - 鷹森淑乃
デビルに体を乗っ取られたオーサム。何でもとかす液で攻撃をしてくる。またデビルコサムを連れており、やはり何でもとかす液で攻撃をしてくる。目が弱点。
デビル剛ロボ
剛に乗りうつったデビルが操る戦闘ロボ。口から出てくるミサイルや、お腹から出てくるニャンニャンアーミーやネズミロボで攻撃してくる。口が弱点。
BB
ドクターホワイトウッズが製作したサイボーグ。クロの外見をさらにサイボーグ化したような姿をしている。突っ込んできたり、背中のロケットで飛んだりしてさまざまな攻撃をしてくる。
スナイパー・エース
声 - 岩崎征実
PS版ゲームに登場する一面のボス。
その名の通りスナイパーで、ニャンニャンアーミーを使ってクロ達を消そうとした。スナイパーライフルだけでなく爆弾なども使用する。
スカイ・キル
声 - 内藤玲
PS版ゲームに登場する二面のボス。
その名の通り空を飛んで戦う。ロミオとジュリエットを騙してクロ達を倒そうとした。薔薇を象った爆弾、ドリル化した腕など多彩な武器を使って戦う。自称ビッグ・ボスの部下の中で一番美しいらしい。ビッグ・ボスのことを一度だけ「ビッグ・ボディ」と呼んでいる。
クラッシャー・ニトロ
声 - 植木誠
PS版ゲームに登場する三面のボス。
ハイウェイでクロと大暴走合戦を繰り広げた。手足がタイヤになっていて、高速移動することができる。
メガトン・ボム
声 - 竹本英史
PS版ゲームに登場する四面のボス。
ナナをさらってクロの怒りを買った。最初は炎に包まれており、あらゆる攻撃を受け付けないが、めぐみの協力によって炎を消し止めることができる。太った体型に似合った肉弾攻撃と、炎を使った激しい戦法が得意。
デンジャー・ボルト
声 - 岡崎雅紘
PS版に登場する五面のボス。
ロックシンガーのような格好をしており、音波攻撃や名前の通り電撃攻撃が得意。口からは砲弾を発射する。ロックシンガーらしく非常に熱い心を持つ。
ビッグ・ボス
声 - 杉野博臣
PS版に登場する最終面のボス。
かつて自分のいた星で人間に非道な扱いを受け、以来人間を憎むようになったロボット。放浪の末に人間と機械が仲良く暮らしているクロ達を見て憤り、戦いを挑んできた。その名の通り体が巨大である。

## ロボット・サイボーグ

### 剛万太郎製作のロボット・サイボーグ
クロ
詳しくは、クロを参照。
鉄人28剛
剛が自作したロボット。最初期に作ったロボットのためか、言語は基本的に「おい、鬼太郎（万太郎）」のネタしか話せず、「ピガガ」と機械音で喋る。短気ですぐ殴ったり、仕事の手伝いをしない悪い癖があるが、剛やミーにとって大切な仲間。ロボットなのに食事をする。なぜか剛に厳しく、ミーにはとても優しく接していた。ミーが敵討ちに行くときに一緒についていくが、返り討ちに遇い破壊されてしまう。剛はミーを助けるために鉄人の部品を取り、現在のミーを作った。よってミーの中で鉄人は今でも生きており、ゴロー編では幻想の中で再登場する。ミーが時折剛に対して暴力的になるのはこの鉄人の性格の影響である可能性もある。アニメでは版権の問題で「ロボット28剛」という名前で登場した。容姿が目玉おやじに似ているので、一発ギャグのネタに使われる。
ヒロスエ
声 - 保志総一朗
ミーの恋の悩みを解消するために剛が造った犬型の初恋ロボ。計画では従順でおしとやか、男のためにすべてを捧げる女の鏡のようなメス犬となるはずだったが、ミサイルを積んでいたり、足がキャタピラになったり、なんでもとかす液をはいたりして暴走してしまい、逆にミーを失恋させてしまう。
剛本人はあくまで「初恋ロボ」として開発したつもりだったが、結果としては、奇しくも彼の発明品の中でトップクラスの戦闘力を持つロボになったと言える（クロ自身もそれを認めており、ミーと合体した状態でも追い詰められてしまった）。
後に剛が空を飛べるようにしたフライングヒロスエも登場。少々難があったが空を飛ぶことはできた。クロがサイボーグ風邪にかかった際、元気君を注入されて暴走してしまったことがある。すぐにコタローと剛が回収のため体内に潜入したが適当に設計されていたらしく、留守電機能やマッサージチェアなどもあることが判明した。
アニメでは切り札として使われるも、暴走するためあまり使えない。また、そのあまりのインパクトの強さから、担当声優の保志は「今まで自分が演じた中で、最も印象に残っているキャラクターの一つ」と語っている。
オーサム、コサム
声 - オーサム：鷹森淑乃、コサム：吉田小百合
剛の作ったクロを倒すためのマシン。名前の通りオーサムが親機でコサムが子機。しかし子機のコサムは「オーサムコサム」のギャグをやりたかっただけであまり使えない。最初剛は「ビッグ（大）・サム」「スモール（小）・サム」と呼んでいたが、以降この名称は全く使われなくなった。二機共なんでも溶かす液を吐くことができ、飛行も可能。剛の勘違いで自爆装置を発動させられてしまったものの、ミーの機転によって救われ、以降度々登場した。オーサムには母性が組み込まれており、何かとコサムを心配している。ゲームとアニメではデビルに体を乗っ取られ、デビルオーサム・デビルコサムと化した。
がんばれミーくん2号
ミーより生まれでた小型のミー。その姿は耳の無いミーの顔にプロペラと手足がついただけ。銀行強盗によって抹殺されそうになったミーが必死に産み落とした。クロに助けを求めるものの言葉が使えないため、かなり強引にジェスチャーをしたが、方法が何かと乱暴なためにクロをブチ切れさせるだけに終わった（結果的にミーと剛は救われた）。プロペラの切断力は恐ろしく、クロの首をバッサリと切り落としてしまった。
トキマツ
番外バトルに登場するサイボーグのカラス。剛が開発した新しいサイボーグで、目付きが悪く、非常に凶暴な性格。マタタビの部下になったり、剛達の家に住み着いたり、番外バトルのラストで何かと活躍した。クチバシが鋭いのでよくクロやミーの頭に刺さっている。
剛君バトルカー
アニメにのみ登場。同タイプのロボットに「剛君バトルジェット」が存在するが、こちらは失敗に終わった。

#### ニャンニャンアーミー
ドクター剛によって結成されたエリート猫型サイボーグ軍団。本来のリーダーは1号のミー。
当初は数十体という軍勢であった（原作第1話では全て同じ外見だが、アニメ版では2 - 5号の個別デザインに合わせて6号以降も全員が前述の2 - 5号と同じ見た目になっている）が、1話でクロが暴れまわった際に、ミーを含む5体を残したほとんどの機体が破壊された（原作では大王デパートの戦いにて、ヘリの操縦士として第1話に登場したものと同じ外見の個体が登場している）。その4体も大王デパートの戦いで離れ離れになってしまい、以降は2号がリーダー（実質的なまとめ役は4号）を勤める状態で放浪している。このミーを含む5体は、ホームレス時代の剛が世話をしていた野良猫で、動物愛護団体の襲撃から命がけで助けられた過去を持っており、剛への忠誠心は深い。
防水加工をされなかったクロと違い、彼らは完全防水で水深限度は20000m。自分達の作られた目的はあくまで世界征服であると考えており、剛達と再会した際には、世界征服をする気力を失くしていた彼とそれに追従するミーに失望し決別した。剛は彼らを作り出した自分の責任に悩んでいたが、次の回からはケロッと忘れた。
だが、番外バトルでは剛の仲間として再登場していた。またテレビ版やゲーム版では、度々彼等の敵として現れている。
ニャンニャンアーミー1号
ミーの別称。詳しくは、ミーを参照。
ニャンニャンアーミー2号（スパイダー02）
声 - 小松里賀→笹本優子
一応のリーダー。手足がどこまでも伸びるのが特徴。4匹の中では一番まともな性格をしているが、クロの作戦によって長い手足を片結びにされてしまうなどドジが多い。
ニャンニャンアーミー3号
声 - 小松里賀
剣で戦う個体。戦うときにはパンダのぬいぐるみを着る。まぶたは無いがこれを着ると目に表情がつくようになる。彼なりの精神統一であるらしく、これがないと戦えないらしい。子供っぽいしぐさや言動が特徴で、ミーとレベルの低い言い争いをしながら戦ったが、「ぬいぐるみの尾の色が本物と違うことを指摘されて失神する」という、最も情けない方法で負けた。
ニャンニャンアーミー4号
声 - 吉田小百合
気性の荒い個体。実質的なまとめ役。
つり上がった目をしている。災難によく遭遇する。ニャンニャンアーミーの中では最も短気かつ好戦的な性格をしており、初登場ではクロが自分の持ち場に来るのが遅いあまり、わざわざ自ら出向いているほど。しかしクロの機転であっさりと倒されている。世界征服計画を潰した（むしろ自分に屈辱を味わわせた）クロを憎んでいて、再会した際は彼との一騎討ちに臨んだが完敗。負けず嫌いが災いし、最後には頭部が著しく変形するまでにボコボコにされ、再び屈辱を味わう。
ニャンニャンアーミー5号
声 - 中島麻実
ラッシーと共に行動をし、非常に大きなガトリング砲で戦う。頭脳明晰で計算高く口調も丁寧だが、反して身体能力はとても貧弱で、銃なしでは人間の中でも一際運動が苦手なコタローにすら完敗するほど。初登場のときもパトじいによってあっさりやられており、この頃から片鱗は見えていた。さらにアニメでは、コタローが「1対1の勝負をしよう」と言ったとき、明らかに逃げ腰になっていた。
弾薬運搬ロボ「ラッシー」
5号に忠実なロボット。だが、ダンクに一目惚れしじゃれあってしまう面もある。口らしき部分から、ほぼ無限大に弾を補充する。大王デパートでの決戦では、クロに利用されてビル崩壊の片棒を担がされた。原作では犬のような息遣いをするが、アニメでは「アハハハハ!」と延々わらっている。隠れた人気者らしい。

### コタロー製作のロボット・サイボーグ
サイボーグ風邪撃退ロボ「元気くん」
クロのサイボーグ風邪撃退のためコタローとミーが作った。寸胴で球のようなロボットで、生えた手足でせっせとシャドーボクシングに励んでいる。顔はミー君に似ており、「がんばれ」と書いたハチマキをつけている。間違ってヒロスエに注入されるトラブルがあったが、コタローと剛が連れ戻し、無事任務を果たした。生まれたばかりなのにもかかわらず生き別れの父がいるらしい。彼が出る回にはあるボクシングのアニメがパロディーネタとして使われる(主にセリフ)。
スモールライター
声 - 吉田小百合
元気くんをクロの体内に入る位小さくするため開発された。巨大なライターから手足が生えている奇妙なロボット。対象を小さくするだけでなく、大きくすることもできる。青いネコ型のアレの道具とかぶらないようにするために「ライター」になったらしいが、手に持っているライトで特殊な光を照射して対象の大きさを変えるため、やはりその様はどうみてもあのライト。
「小ーさく、小ーさく、あ、小ーさくなーれ♪」という奇妙な歌と踊りを披露してからでないと機能を発揮せず、あまりに踊りを長くやりすぎて周囲の面々にリンチを喰らったこともある。

### 剛万太郎・コタロー共同製作のロボット・サイボーグ
ミッキー6型（通称ミッキー・ローク）
声 - 飛田展男
罠に引っかかって死に掛けていたネズミを、剛が弟子入りしたコタローと初の共同実験としてサイボーグ化したもの。制御装置を組み込む前に逃げ出してしまう。
自己増殖能力があり、ミーの触手に似たものを使って、廃材から自分の部下となるネズミロボを量産する。クロたちが退治に来たときには数え切れないほどのネズミロボットを従えていた。また巨大なネズミ型メカを造り、人間を踏み潰して回ろうとしたが、その前に乗り込んで来たクロに自身が踏み潰される。一方残ったネズミロボはヂズニーランド（アニメではチュウチュウランド）帰りのロミオを神様と勘違いしておとなしくなり、剛とコタローが自分達の島で面倒をみることとなった。
防災ロボット「滝沢くん」
声 - 千葉一伸
鈴木の小学校の防災訓練のため製作されたロボット。火鉢に顔が付いて手足が生えたような姿をしており、クロ曰く「マメタンク」。
訓練用に頭から炎が出るようになっており、これを消すことで小学生達の防災訓練をさせる目的があった。本来は男爵の称号を持ち、とても紳士的で気のいいロボだったのだが、小学生のあまりの攻勢にキレて暴走、桜町を火の海にしようと暴れまわってクロやめぐみとのカーチェイスを繰り広げる。本気を出すと桜小学校を全焼させるほどの火力を出せるほか、防弾処理も施されておりクロのガトリングすら通用しない。アニメでは大きく設定が違い、2回火を消されると機能停止に至るほか、めぐみに一目惚れして鈴木のライバルになる。
最期は、ミーくんの改造によって生まれ変わったゲルググ型消防車によって一瞬で潰される。
パパゴロー
コタローがゴローを応援するために作った、大型のゴロー型ロボ。父親らしさを出すためか、顔には髭が描かれているほか、杖と帽子を持っている。人工知能を使っては暴走の恐れがあるため、コタローが操縦し、クロが頭脳になる複座型のロボになった。ゴローは最初警戒していたが、コケてしまった時に打ち解ける。ゴローにパパと呼ばせることに成功したが、以降は登場しなかった。戦闘用ではないのになぜか武装しており、30mmキャノン砲を撃つことができる。
ママゴロー
パパゴローに嫉妬したチエコが、剛に作ってもらったロボ。外見的には母親版のパパゴローだが、一人でも操縦でき、足はホバークラフトのスカートになっている。戦闘用ではないのになぜか武装しており、ミサイルとママゴロー熱線を撃つことができる。
チョロ
アニメオリジナルキャラクター。
ナナの願いにより、ドクター剛とコタローがクロのマイクロチップとナナのパーツを使って作った正真正銘クロの子供。顔はミーに似ている。クロ本人に無許可で作ったため、本人はあまり認めてはいなかった。言葉は「ミー！」としか発することができない。体には時限爆弾が内蔵されており（実際にはチョロのボディその物が爆弾だった）、剛の指示で爆発するようになっている。最期はナナを爆風から守るため、他に被害の出ない場所まで逃げ、自爆する。しかし、マイクロチップは偶然にも無事だった為、クロ自身が父親になる決心になった時にまたチョロを作って欲しいと、マイクロチップをコタローに預けた。ガトリング砲を二つも装備している。

## 異世界の人々
フォックス（シスカ）
声 - 田中真弓
鉄くず拾いをしている砂上海賊船の船長。クロ達から離れ離れになったコタローを助けた。非常に逞しくシビアな性格だが、根は優しく、年相応の未熟さと無鉄砲さも持ち合わせている。本人曰く趣味は「強い者いじめ」。仮面を被り、マントをまとっているため、顔や体型は傍目には一切わからない。マントの下には、火器をぎっしりと武装している。
実は女性であり、本名はシスカ。かつて砂漠の世界を統治していた王の隠し子であった。タブーが砂漠の民を救うと信じ、その研究に一生を捧げた父を尊敬している。父の死後の覇権を争って戦争を繰り返す将軍たちを軽蔑しており、その争いから距離を置くために孤独な海賊に身をやつしていた。
異世界に迷い込んだコタローと会うが、泣きじゃくるだけの彼を砂漠に突き落とし、船にしがみつく彼を今度はひきずりまわすなど、その根性を試すためか厳しい対応をとる。が、小競り合いを起こした兵士の狙撃から救われたことで打ち解ける。さらに、彼が父の集めた資料を解析してタブーの秘密を解き明かしたことで、彼と共に父もたどり着かなかったタブーと新世界の秘密へたどり着き、砂漠の民を解放することに成功する。最後は、現代へ帰るコタロー達に別れを告げ、砂漠の民を率いて新世界の開拓へ踏み出す。
コタローはこっそり彼女の仮面を忘れ形見として持ち帰っており、現代に帰ってから彼女に恋煩いをしていたことに気づいた。
ガーニー
声 - 長嶝高士
フォックスのためなら何でもやる忠実な部下。壮年の男性で、大柄。船の操舵がうまく、射撃の腕も一流である。一歩引いた態度をとり続けており目立たないが、フォックスにとって決して欠かせない相棒である。要所要所で、自分より若くて未熟なフォックスやコタローに重要なアドバイスを与えており、最後は新世界を周るのについていくといった彼に、コタローにはコタローが生きていくべき世界があると伝え、思い留まらせた。
将軍（兄）
声 - 千葉一伸
砂漠で覇権をめぐり戦争を繰り広げている二陣営のうちの片方の首領。ミーとロミオが異世界で初めて会った人。顔立ちそのものは普通の人間だが、ロミオに酷似した体型と鼻をしており、右肩にオウムをのせている。出会った頭からロミオを殺そうと銃を撃ったが、ロミオに当たった銃弾が跳ね返ってしまい、そのまま死亡。以降ロミオが影武者となり兄軍を指揮する。
将軍（弟）
声 - 菅原淳一
将軍の弟。彼と戦争を繰り広げるもう一つの陣営の首領。軍艦島は彼の軍の本拠地であり、住んでいる民間人を盾にしていた。兄に似ず、剛のような寸胴の肥満体。ナナに一目ぼれし、妾にしようとする変な性格。軍艦島への総攻撃により大打撃を受け、さらにはサイボーグ・クランによって暗殺されかけるが、クロの乱入により命からがら逃亡する。
最後は残った兵をかき集め、兄軍とタブーで決着をつけようとするが、戦闘中に海賊フォックスが王の隠し子と気づいて戦艦で追跡する。最後は地の果てから落ちてしまい、船と運命を共にした。
フランケンジョーズ
異世界の砂漠を泳ぐ鮫のようなサイボーグ。マタタビたちを襲った。何でも食べてしまい、原作では屋形船を食べようとしていた。マタタビが彼らを撃退した残骸で、クロの新しい武器・ツインキャノンが製造された。
クロバスくん
異世界のサイボーグ。河豚のような形をしている。墜落したクロを飲み込んだが、バイスによって破壊（解体）された。

### サイボーグ・クラン
将軍（兄）が将軍（弟）を暗殺するために差し向けた6人の刺客。メンバーは以下の6人である。彼らに狙われて生き延びたものはいないというほどのバウンティハンター。
クロも戦う羽目になるが、勝負はつかなかった。最終的に、バイスの死亡のみが確認されたものの、彼らが世界の崩壊後にどうなったのかは不明。本作の読者によりデザインされた。以下の紹介の各キャラクターの設定の一部は、作中では実際に使われなかった投稿者の設定も含まれる。
バイス
声 - 千葉一伸
サイボーグ・クランの最強の男。クロが単独で戦った相手の中で最強の存在でもある。口に当たる部分にドリルが付いた、モグラを思わせる間抜けな顔立ちの2足歩行ロボで、変形機能も持ち合わせており、実際に砂の中をモグラのように移動することが可能。「ズラ」と語尾につけるのが癖。
気のいい性格のロボで、普段は砂の中を泳ぐ魚型ロボを解体して部品を集めて暮らしている。出会った当初はクロとも友達になり、ナナ達を探すのに協力してくれたが、実は軍艦島への襲撃にあわせた将軍暗殺の任務を帯びており、ナナがターゲットである将軍と一緒にいたため敵同士になってしまった。クロによって結果的に将軍の暗殺に失敗したものの、その実力を認め、ナナをさらって自分と一対一の決闘を行うよう迫った。
最終局面ではコタローたちがタブーの秘密に迫る中、砂漠の真ん中でひたすらクロとの孤独な決闘を展開。一度はクロを倒したかのように見えたが、外れた腕を囮にしたクロの作戦にはまり、剣を突き立てられた末にツインキャノンの砲撃を浴び、斃れた。最期は、戦って死ぬという目的を達成できたことに満足し、崩壊する世界からクロを救い、自身は機能停止により死亡した。クロが「強い奴にしか教えない」と豪語し、実際クランの他の面々には教えようとしなかった自分の名前（=『キッド』）を、唯一教えた人物であり、クロ自身もその高い実力を最後には認めていた。
正体はタブーを管理するためにクリエイターによって作られたロボであり、数百年にわたってタブーを守り続けていた。しかし時が経つにつれ、未来永劫戦い続けるしかない自らの境遇に嫌気が差し、戦うという製造目的から外れられない自分を、戦いの中で破壊してくれる存在を欲するようになっていた。クロに目をつけたのはこれが目的であり、結果としてその願いは叶えられた。
ふだんは目を晒しているが戦闘時にはバイザーが展開され、目を隠した状態で戦う。伸縮自在の巨大な腕と口の部分から発射されるミサイルが武器。「砂漠には既に自分より強いものがいない」と自分で話すとおり、その戦闘能力は異世界最強を誇る。変形機能も備えており、戦車のような姿になって砂漠の海を自在に動き回る（胸のボタンを押すことで幾つかの形態に変形するが、普段の状態と戦車形態以外は、ギャグにしか見えない用途不明な形態である）。そのため異世界限定にしては人気が高く、玩具化もされた。
サイボーグ・スケ
サイボーグ・クランのひとり。腕部に仕込んだ五連銃を使って戦う、骸骨型サイボーグ。チームのリーダー格であったが、クロと勝負し、右腕を切り落とされて完敗を喫した。投稿時の設定では腕からはビームがでるという設定だった。
サイボーグ・爆風
サイボーグ・クランのひとり。九尾の狐のような姿をしたサイボーグ。本編では、スケの砲撃をクロに自分のほうに跳ね返されてあっさりと敗北した。早い移動力が特徴。
サイボーグ・マメン
サイボーグ・クランのひとり。豆型サイボーグで、こぶし大の球体に手足の生えたような小型ロボ。本編には、最初の登場シーンにしか登場しなかった。手足は伸縮自在。
アナ・コンダ
サイボーグ・クランの巨漢メンバー。巨大なヘビのような体で地中を移動する、ヘビ型サイボーグ。全長30メートル。グランダーIIと共にクロを追い詰める。腹部には光線兵器を内蔵。背中からは翼が生えている。
グランダーII
サイボーグ・クランの巨漢メンバー。巨大なこん棒を振り回す、タマゴ型サイボーグ。アナ・コンダと共にクロを追い詰める。こん棒はバズーカとしても使用する。気が短く、視力が非常に高い。

## キッド編の登場人物

### ゴッチ一味
ゴッチ
声 - 千葉一伸
廃工場地帯にシマを構えている猫軍団の、大柄なボス猫。普段は力にものを言わせ、威張り散らして好き放題にやっているが、シマの危機には見事なリーダーぶりを発揮し危機を回避しており、数羽のカラスを相手にたった一匹で怯むことなく挑んでいる。野良犬ですら逆らうことは許されなかったと言われる。初登場であるクリスマス編では、独裁的で自分勝手な面が強調されていたが、キッド編では相応のカリスマ性を持ったリーダーとしての面が強く描かれていた。自分に反抗的なクロに対しても「面白い」とさえ言い放ち、激情することはなかった反面、グレーが襲撃されたことに逆上したクロに対しては軍団のボスとしての怒りをあらわにして一喝した。
キッド編の最後で、マフィとの抗争で虫の息になるほどの重傷を負うも、間一髪で生き残っていた（クロやマタタビは、彼が虫の息であることを確認しているものの、そのまま死亡したと思い込んでいた）。その後回復し、クリスマス編で数年ぶりにクロの前に現れた時には、弟のドッチがやられたことから、ただの復讐鬼と化していた。また、このときにはクロ達同様手下を含め二本足で立っていた上、武器や車を自在に操るようになっていた。生身でクロとマタタビを追い詰めるが、最後はミーの逆鱗に触れ、ミサイルによる爆破に巻き込まれて敗北した。アニメでは弟ともども生き残っているが、原作では不明。
ドッチ
声 - 笹本優子
ゴッチの弟。アニメ版ではクリスマス編とキッド編でデザインが違い、名前も前者はガッチになっている。
クロやマタタビのことを良く思っておらず、2匹をのさばらせるゴッチに不満を持っていた。原作では、軍団がマフィ達の総攻撃を受けたのに前後して独断で2匹を襲撃し、返り討ちに遭うも、執念でマタタビに重傷を負わせ、自身も瀕死の状態で道路に落下した。これ以降の生死は不明で、登場もしなかった。アニメでは、総攻撃を受けた後に現れてクロを粛清しようとするが、ゴッチに諭されて心根を改めた。この時、疫病神呼ばわりされたクロは去ってしまい、謝罪の言葉を叫ぶも伝わることはなかったが、数年後にクロたちと再会した際は、復讐鬼と化したゴッチを逆に諭していた。
リーダーとしての器はなく、判断力や指導力などに欠けており、自らもそれがコンプレックスになっていた。が、クロやマタタビほどではないものの道具を使う程度の器用さは持っていた。
グレー
声 - 森川智之
ゴッチのシマで参謀的な役割を担っていた猫。マタタビやキッド（クロ）の兄貴分でもあり、2匹を厳しくしかりながらも誰よりも気にかけていた。常識の通じない彼らに対するツッコミ役で、押さえ役でもある。名前の通り体が灰一色で、鋭い目つきをした猫。
街へたどり着いた後、マフィの元へ使者として出向いたが、策略にかかって重傷を負う。このことが軍団とクロに衝撃を与え、クロの軍団からの決別を招くことになった。最期はマフィの喉に噛み付いたまま死亡。アニメ版では死んでおらず、クロを粛清しようとしたドッチを諭していたが、その後の生死と行方は不明。
彼の生きることに対する姿勢と、若者への思いは、後のクロに多大な影響を与えており、ゴロー編最終決戦においても、クロの脳裏を、マリーの一件の時の彼の言葉と戦う姿が走っていた。
リキ
声 - こおろぎさとみ
グレーの親友のブチネコ。いつもグレーと共におり、彼をサポートする相棒的な存在。マフィの元へ使者として向かうが罠にかけられ、ビール瓶の山の下敷きになって死亡した。アニメ版では最後まで生き残った。
サンカク・ホクロ
幼いクロを殺そうとしたゴッチの手下。迷い込んだクロを排除しようとしたが、油断したまま彼を追跡したため、クロの抵抗に遭い（半ば不慮だが）コンクリートの下敷きになって死亡する。
シロ
声 - 吉田小百合
ゴッチの手下で、側近。原作では名前がない。
マフィーとの攻防ではゴッチと共に生き残り、クリスマス編にも登場した。ナイフを持ったり、建造物解体用の鉄球を操ってクロを追い詰めるなどネコ離れした姿を見せたが、クレーンのチェーンを破壊され、自らの操る鉄球に潰される。生死は不明だが、彼の体が潰されたかのような効果音が流れた。
イロミミ
声 - 笹本優子
ゴッチの手下で、側近。原作では名前がない。
マフィーとの攻防で生き残ったようで、クリスマス編にも登場。ブルドーザーを操り、廃材もろともクロを押しつぶそうとするが、走行中にも拘らず廃材の山の中から這い出たクロによって運転席に銃撃を浴び、死亡した。

### キッド編でのその他の登場人物
マフィ
都会に住むボス猫。グレーとリキに猫どころか牛か地球外生命ではないかと疑われるほどの巨体。モゴモゴと唸り声を上げるばかりで普通の猫には何を言っているのかわからないため、側近に通訳させている。
都会に移り住んできたゴッチ達を敵視しており、懐柔するように見せかけて殲滅しようとした。最後は圧倒的な数の軍勢を率いてゴッチ軍団を潰しにかかるが、ゴッチやグレーなどの健闘によって全滅させられる。アニメ版では生存。
マリー
メスの野良犬。プーリィに良く似た姿をしている。都会の近くの川にかかった橋の下に住んでいる。
自分の子供を人間に殺されて以来、捨て犬や鳥のヒナ、子猫を拾ってきては世話をしているが、すべて死んでしまっている。実は置き去りにされていた赤ん坊のキッドも育てていたが、互いにそのことは記憶にない。地元のボス犬の弟から求愛を受けていたが断り続けていた。逆上して襲い掛かってきた弟犬をクロが殺してしまったためボスの怒りを買い、殺されてしまった。
クロは彼女と再会した際、記憶がないにも拘らず彼女に惹かれ、協力しようとした。マタタビはこれについて「マザコンキッドだ！」と爆笑しており、クロと再会した際、脅し文句として使用している。
タゴじーさん
ゴッチのシマの老人。マリーがキッドを育てていたのを目撃している。

## ヤーヤーヤー星人
アニメオリジナルキャラクター。ヤーヤーヤー星からやってきた宇宙人。フレンドリーな宇宙人で、攻撃的な武器をあまり持たない種族。しかしその技術力は高い。地球へエネルギーを求めてやってくるが、侵略と間違えられてトラブルになる。アニメオリジナルであるが『ヤーヤーヤー星人襲来編』が三話ほどで構成された。当然、以下の者以外にもヤーヤーヤー星人はたくさんいる。頭からはフレンドリービーム（浴びた生物が誰とでも仲良くなれてしまうという光線）が撃てる。3、3、7拍子の法則というよくわからない生活リズム（3時間寝て3時間起きて7時間寝る、3時間起きて3時間寝て7時間起きるという周期）を持ち、これから逃れることはできない。襲来編以降も2 - 3度ほど登場。俗にイメージされがちな宇宙人よろしく抑揚の無い声で喋る。彼等がゲストの回に事実上のアニメ最終回となっている。
ヤーイ、ヤースー、ヤーチー
声 - 吉田小百合、笹本優子、片桐真衣
いつも3人で行動している。ヤーイがリーダー格。
マロ王子
声 - 坂本千夏
ヤーヤーヤー星の王子。クロそっくりの容姿だが、王子のような服装をしている。婚約者のミミ姫を探して間違えてナナを連れてきてしまう。クロとは正反対で礼儀正しい性格をしているが、機嫌を損ねると吸血鬼のごとく相手をガブリと食べてしまう。彼の目的は結婚よりもミミ姫を食べることにあったようだ。武器はクロとは違ってフェンシングに使う細い剣のようなものを使い、その牙をも使う。本来友好的であるはずのヤーヤーヤー星人だが、彼は好戦的で危険な存在である。
ミミ姫
声 - 綱掛裕美
ヤーヤーヤー星からやってきたお姫様。ナナそっくりの容姿をしている。マロに食べられることを恐れて逃げてきたが、クロ達に助けられて事なきを得る。だがそのことから男らしいクロに好意を抱き、再び地球にやってきた時には自分の明るい面を彼に見せていた。おしとやかに見えて、その本質はかなりワガママ。彼女が再登場の時にアニメは最終回となった。

## その他の登場人物
中松
声 - 次男：千葉一伸 長男：中博史 三男：細井治
自衛隊の隊長。アニメでは趣味で日本の平和を守っている「有限会社自衛隊」の隊長である（本人いわく「軍隊ではなく義勇軍」とのこと）。90式戦車か、陸自のヘリUH-1Bにのって登場する。なぜか個人で核ミサイル（アニメではメガトンミサイル）を所有していて、しかもすぐ発射しようとする（その都度、クロや部下によって蹴られたり、ガトリングを撃たれて阻止される）。
「我々の底力を見せてやれ！」とよく言うが、すぐやられるため、ミー曰く、「浅い底力」であることが多い。部下たちの信用も薄いようで、隊員たちは主にミーを尊敬している（しかしネコに使われていることは疑問に思っている節もある）。周囲への被害を考えずに行動するため、民間人（一般人）からの信用も低い。
航空自衛隊に兄がいて、空自の戦闘機F-15Jのパイロットをしている。彼も隊長を務めており、やはり個人で核を所有している。アニメではさらに海上自衛隊に末の弟がいて、三兄弟の中では唯一まともな存在である。アニメでは総じて「民間自衛隊」と呼ばれる。メガトンミサイルを撃とうとしたとして、一時免許停止になった。
パトじい
声 - 田中和実
大王デパートを守る警備員。本名は不明で、自分で「パトじい」と名乗っている。本人曰く警備生活35年。警備員の格好をしているが、なぜかおかっぴきのような十手と提灯を持ち、フンドシ姿で「打ち首の刑じゃー!」と叫びながら追ってくる。
エイハブ
声 - 銀河万丈
港で漁師をしていた男。Gショックにルーズソックス、そして超ロンゲとその当時的には中途半端に今風だった。カモメのジョナサンが相棒で、そのロングヘアーを巣にされている。本人曰く「親と勘違いしてるのかな?」と言うが、実際は便所にされているだけである。口癖は「俺もあと十年若けりゃなぁ……」。原作・アニメ版ともに出番は二度ずつ。ゲームにも一度登場している。
漁をする海域を荒らし続ける巨大白鯨・モービーディックと長年戦い続けている。しかし、「1000本の銛を打ち込めば倒せると信じて今日までやってきた。だがあいつは、2000本打ち込んでもピンピンしている」と嘆いたとおり、殆どダメージを与えられないまま年齢だけを重ねてしまっており、劇中でクロと出会ったときには既に諦めかけていた。
最終的には、クロの喝と漁師仲間達の友情で奮起し、ナパーム弾を船の先端にくくり付けて特攻することでとうとう勝利した。が、自らを縄で操縦席に縛りつけ、命を捨てる覚悟で向かったにもかかわらず、直前で「思わず」脱出して生き延びるという奇行をとった。
ジョナサン
エイハブの相棒。生身のカモメだが、クロとジーさんバーさんの荷物をめぐって争ったことがある。柄は悪く、エイハブの頭を便所としているが、彼の特攻に付き合うなど絆の深い一面も見せた。なんとか脱出したエイハブとはちがい、ジョナサンは多少黒焦げになっていた。
カズマ
声 - 小松里賀
鈴木のクラスの学級委員。学級委員であるにもかかわらず授業をサボったり、鈴木を馬鹿にしたりしている。しかしクロの作ったミーくん戦車に乗って、クロにミサイルを発射したりもした。クロ達と一緒に遠足にいったり、学校の裏山の遺跡を探検した。アニメでは学校のお化け退治も手伝った。
吉野 里子
声 - 笹本優子
鈴木のクラスの学級委員。学級委員としては真面目で、転校してきたチエコに桜町を親切に案内してあげた。カズマと同じくクロ達と一緒に遠足に行ったり、学校の裏山の遺跡を探検した。学級委員という肩書きから酷い目に合うこともしばしば。ミーのファン（熱烈ではない）の一人。アニメでは学校のお化け退治を手伝った。
鉄平、京子
声 - 中島麻実、小林沙苗
小学生なのにラブラブな二人組。初登場の陣取り合戦編のたった1シーンで想いが通じ合う。その後原作では、雪合戦のエピソードで再登場を果たし、京子を雪像モデルにしたがる姿が一コマある。アニメ版でも再登場する。
掲示係・保健係
陣取り合戦編で登場したクロちゃんチーム、ミーくんチームのリーダー。それぞれクロ、ミーの性格に影響されてか、ミーくんチームは頭脳派、クロちゃんチームはルール無視の過激派になる。2人とも加減を知らないストレスのたまった現代っ子である。それぞれ得意技は、うわばきに画鋲仕込み（アニメはテストの0点を張り出す）、消毒液ふりまき。
天童 勇
声 - 龍田直樹
剛の学生時代のライバルであり、同じ大学で遺伝子工学を学んでいた。実験動物としてパトラッシュを飼っており、様々な遺伝子を組み込んでいる。アニメでは剛に復讐する為にコタローとダンクを拉致してネオパトラッシュを作らせ勝負を挑んでいるが、クロとミーにより敗北して逃げ帰っている。また、マタタビを操ってクロと戦わせたりなどしている完全な悪役。剛とは違って髪も威厳もそんなに薄れていないが、若い頃も年老いた後も小物な印象しかない男。本来なら原作ではキッド編で彼は出ないのだが、アニメ版では猫捕獲の依頼主として登場している。若い頃はモテていた。
パトラッシュ
ミーの母親を殺した張本人。天童の実験台として家政婦とクジャクの遺伝子を組み込んであるほかに、攻撃時は百目お化けのように体中目玉だらけになる。剛にとどめを刺そうとしたときに、サイボーグ化したミーにズタズタに引き裂かれる。アニメではネオパトラッシュというロボットが登場したが、クロとミーの合体で真っ二つにされる。
プーリィ
声 - 笹本優子
クロの片想いの相手。原作では野良犬だが、アニメでは吉村という家で飼われている。原作、アニメ共に最初の一回に登場。クロは彼女にプロポーズをしようとした所でもろとも剛の襲撃を受け、サイボーグにされるわけだが、彼女も同じく重傷を負っていた（このときクロは、生身でありながら矢の嵐から体を呈して守るという逞しさを見せている）。剛の研究所からクロが脱走した後で、ジーサン達に手当てされて無事難を逃れていたことが判明した。
それ以降本編への登場は無く、キャンプのエピソードでクロがしりとりに彼女の名前を出し、ナナが激怒するという場面が見られたのみであった。が、番外バトルで再登場し、クロに前に会ったことがあるかと尋ねたが、クロはナナを選んだのか、はたまた自分の今の境遇を省みてか、人違いだと言って別れている。
リリィ
声 - 笹本優子
ミーの初恋の相手。ペットショップで生まれ育ち、買われるも、はやっていないという理由で飼い主から捨てられて野犬に襲われているところでミーに助けられる（その飼い主もミーに成敗された）。ヒロスエと騒動を起こしている最中に里子という女の子を助け、その家で飼われることになった。
ブッチ
声 - こおろぎさとみ
ホワイトウッズのサイボーグ犬に親兄弟を殺された野良猫。生き残った子猫の面倒をみている。要塞建設地に潜入したときにクロ共々敗北し、瀕死の重傷を負った。彼と子猫たちの体は、クロによって剛の下へ運ばれ（クロの頼みに積極的ではなかったため、特上寿司で買収した）、サイボーグとなって蘇生。2度目の戦いで、クロと共にホワイトウッズに勝利する。
彼らの改造を境に、クロとミー・剛の敵対関係はなくなっていく。
ホワイトウッズが復活する、ゲーム第二作目で再登場。
コタローの父
声 - 塩屋浩三
コタローの父親で、科学者。彼の科学者のとしての才能はこの父親から来ている。無限エネルギー装置（原理は不明だが、クリーンなエネルギーを半永久的に生み出す装置）を研究していた。原作だとその弊害で様々な問題を起こして投獄（本人が狙ったうえのことだが）されてしまう。平和な家族の生活を手に入れるためにはもっと大きなものを平和にしなければいけないという壮大かつ極端な考えを持つ。しかし、家庭を顧みなかったのか理解されなかったのか妻に逃げられている。様々な確執があったものの最後には和解し、息子に父としての言葉を残して去っていった。
その後バイオメタルに閉じ込められたコタローを救うためクロ達が彼を連れてこようとしたが、「コタローの作るものには可能性がある。科学で全てをコントロールできると思い込んで、可能性を自ら消してしまった自分とは違う。生まれたときに、コタローは既に科学者として自分を超えている」と言い残して刑務所へと戻っていった。アニメでは設定が丸くなっており、囚人ではなく研究のため山に篭った変わり者として描かれている。
長瀬
ゴローの父親。息子であるゴローを何かと因縁をつけて虐待していた、いわゆる駄目な大人の典型である。山火事になった際、火のついた木へ下敷きになったゴローを見捨てた。これが後のバイオメタルゴローの憎しみの根源となっている。怪物ゴロー編にて、かつての息子のようにガレキの下敷きになって死に瀕した所をゴローによって救われ、一応の改心をみる。その後、職場でゴローに真面目にやるよう釘を刺されて同僚から笑われるが、柔らかい対応を示すまでに成長する。仕事仲間からは「長瀬さん」と呼ばれていた。
ヘビビンガー
声 - 細井治
南米アマゾンで発見された足（なぜか霊長類のもの）のある巨大ヘビ。クロたちがそのままでは苦戦するほど強いが、スネを叩かれるのが弱点（痛打したにもかかわらず、手がないのでさすることすらままならない）。もっとも、痛みが治まると、元に戻るどころか凶暴化する。
また尻尾のうろこを削られるとおとなしくなる。牙はゾンビウイルス（ゲーム『○イオハザード』の『あのウイルス』と似たようなもの）の特効薬となるが、感染してから四時間以内に飲ませないと効果がない。テレビ局によって日本につれて来られたこともあったが、輸送中に逃げ出した。ゲームとアニメではデビルが乗り移ってデビルヘビビンガーになった。

テレビリポーターの男
アマゾンの自然破壊をリポートしにきたが、ヘビビンガー（ヘビの皮を被ったクロ）を追うため番組の内容を変更した。しかし本物のヘビビンガーによって追われ、クロと壮大なサバイバルを共に行うようになる。タカシという息子がいるらしい。その後日本にヘビビンガーをつれてきたこともあり、番外バトルの特別編ではイグドラシル（『ウッディケーン』のもの）をもってきたことすらある。ある意味ハタ迷惑な男。
銀行強盗
声 - ボス：千葉一伸 部下：細井治
ナカトミ銀行に入ってきた銀行強盗。それなりに実力はあったのか、ジャックまでの手際は完璧だった。脱出方法も一見理にかなってはいるが、その手口はダイ・ハードそのもの（銀行の名前も、ナカトミビルから来ている）。救急車で逃げ切り成功寸前だったが、ミーくん2号を追っかけていたクロに救急車を破壊され逮捕される（強盗に加え、クロが起こした市街地の破壊も彼らに罪が負わされた）。
しばらくして脱獄し、やはりクリスマスに合わせて銀行強盗を働こうとするが、失敗、警官隊に追われる。この時リーダーが撃たれて負傷するも、クロのためにバイトしようと決意していたナナと遭遇し、再度強盗に挑戦する。ナナの周到な作戦により、民間人を装って消防隊（めぐみ）に救助された。が、ナナは強盗作戦の完遂のために独りビルに残ったため、彼女と涙の別れを果たすことになった。その後、無事現金を持って逃げおおせたのかは不明。
クチビルゲルゲ
声 - 菅原淳一
銀行強盗を追ってきた刑事。登場直後はそれなりに貫禄はあったが、タラコのようなクチビルからナナにそう呼ばれた。タラコ・ザ・グレートというあだ名もある。
トラックの運ちゃん
キッド編にて重傷を負ったマタタビを最初に救ってくれた一人目の命の恩人。運転手達は他にもたくさん存在したが、その中でもマタタビを拾ったり見送ったりしたサングラスの男を指す。マタタビが傷を癒している最中、良質なシャケを彼のために手に入れてくれたり、何かと世話をしてくれた。ここで拾われているときに見たテレビの時代劇が影響で、マタタビの一人称は「拙者」となっており、人間の言葉が話せるようになったキッカケも作った。最後はキッドと会わなければいけないというマタタビの意思を酌み、しっかりと見送ってくれた。
マタタビにトラックの運転を任せてみるなど、器の大きい人物。
大工の頭領
マタタビ二人目の恩人で、彼の今後の道筋を指し示してくれた重要な人物。気さくで広い心を持ち、がむしゃらなマタタビもその懐の広さで暖かく見守った。大工技術をマタタビに仕込んだ人物でもあり、大工に関してはマタタビの師匠である。80歳という高齢ながらマタタビにボコボコにされても鼻血を出すだけで済んでしまうという頑丈な体を持つ。が、人語をほぼ完全に話せるようになったマタタビを見て小便を漏らしてしまうほど肝は小さい。
これから進むべき道に迷うマタタビに「許さず、憎まず、一番キッドを安心させてやれる距離にいてやれ」と助言し、彼を旅立たせた。この時大切なゲンノウをマタタビに渡しており、マタタビは今でもそれを大事にしている（もっとも、直後に自分がした助言のことも「ワシなんかいったっけ？」と、きれいさっぱり忘れているなど、やや大雑把な人物であることが垣間見える）。
ゲーセンの店長
クロの着ているぬいぐるみは彼が店長を務めるゲームセンターの景品で、ミーが着ているぬいぐるみはゲームセンターの売り物である（アニメではクロのものと同様にUFOキャッチャーの景品）。クロがUFOキャッチャーを盗んだ時は何もなかったが、ミーが盗んだ時にはそれを止めようとして回し蹴りを喰らって意識不明に陥っている。
マーくん
声 - ならはしみき
マタタビが家出したときに出会った、豪邸に住む子供。ピーちゃんを助けたマタタビを家に連れて行きご馳走したり、箸がつかめると分かるとテレビ出演させたりした。番外バトルでは、ベイビーちゃんを拾って「○ロ」だと喜んでいた。母親のことを「おかーたま」と呼ぶ。
ピーちゃん
声 - 藤野かほる
マーくんのペットのインコもしくはオウム。野良猫に食べられそうになっているところをマタタビに助けられるが、実はマタタビもピーちゃんを食べようとした。しかしちょうどマーくんがやってきて何とか食べられずにすむ。原作では食事に夢中になっているマタタビに説教しようとして結局食べられてしまうが、アニメではシャンデリアの上に逃げて食べられずにすんだ。
フカキョン
声 - 水原リン（現：真山亜子）
アニメオリジナルキャラクター。
ヒロスエと似たようなネーミングセンスだが、普通のネコ。クロのことが好きで、追っかけまがいのことを生身時代は行なっていた。ナナ同様自称クロの彼女。しかし本人曰く悪い猫に囲まれた時に助けてもらったことがあるという。体がでかく、クロより二回りほど巨大。クロに「太ったな」と言われたことにショックを受けハワイへ痩せるため飛び立った。しかし結局太ったまま（むしろさらに太くなって）帰ってきた。思い込みが激しく、クロに嫌われたと思い込んで、思い出として彼の着ぐるみを奪う。その後街を巻き込んだ大騒動を起こすが、最後はミーに諭されて事なきを得る。しかしそれが原因でミーに恋をしてしまう。生身なのにサイボーグと渡り合えたり、人の言葉を話せたりしてしまうマタタビのようなキャラクター。
ブールス
声 - 島田敏
アニメオリジナルキャラクター。
フジ井家が間違ってビルにされたときに別の富士井ビルと勘違いして乱入してきたテロリストのリーダー。しかしジーサンバーサンはお客と間違えてもてなしたため、すっかり和んでしまった。全財産をはたいてこのテロを実行したが、ジーサンが自分は会長だったといっていたのを、富士井財閥の会長と勘違いしてしまい、実は町内会の会長だったと知って脱力する。一緒にビルに住むことになったが、クロとミーがビルをいつものごとく破壊してしまい、諦めざるを得なくなる。